# Mérési skálák
A matematikában és statisztikában egy változó mérésének a skálája olyan osztályozást jelent, amely lehetővé teszi, hogy az információ természete, melyeket a feladathoz kijelölt számok, (és így a változó) tartalmaznak, -  leírható legyen. A mérési skálákat Stanley Smith Stevens javasolta, A mérési skálák elméletéről 1946-ban írott cikkében. Stevens skála-elmélete szerint a változókon különböző matematikai műveletek hajthatók végre, a változó mérésének szintjétől függően.
A megjelenítés módszerét egyrészt a megfigyelt jelenség természete (diszkrét vagy folytonos valószínűségi változó), illetve a vizsgálat célja határozza meg. Ennek megfelelően az alábbi négy fontosabb skálatípust különböztetjük meg:

## Osztályozási szintek
Az osztályozási séma szerint, a leíró statisztika és a szignifikációs tesztek megfelelő fajtái az érdekelt változók mérési szintjétől függnek.
Stevens az alábbiakban leírt négyféle skálatípust javasolja a pszichológiai mérések számára:
- nominális skála (kategorikus és diszkrét is)
- ordinális skála
- intervallumskála
- arányskála

Stevens értekezésében, amelyben bevezette az osztályozási sémát, még egy definíciót javasolt, amelyet különböző változatokban gyakran idéznek: „A mérés során számok szabály szerinti kijelölése történik tárgyakhoz vagy eseményekhez.” A definíciót számos kritikával illették (például Duncan, 1984; Michell, 1986, 1999), mindamellett a modellt széles közben használják.

### Nominális (névleges) skála
Ez a legegyszerűbb skálatípus, ahol a statisztikai vizsgálat eredményeit osztályokra, kategóriákra osztjuk. A skálaértékeket pusztán kódszámoknak tekintjük, amelyek között semmilyen matematikai viszonyt nem feltételezünk.
A nominális skálára példa a nemi hovatartozás szerinti osztályozás, (például a születendő gyermek neme fiú/lány), a nemzetiségi hovatartozás vagy a tüdődaganatok szövettani beosztása (kissejtes rák, nagysejtes rák, mirigyhám eredetű rák, laphámrák). Ezekben az esetekben az egyes kategóriák között nincsen mennyiségi összefüggés, nem lehet azt mondani, hogy az egyik kategóriába tartozó elem nagyobb, több, stb., mint a másikba tartozó.
A nominális skála esetében a skálaérték előfordulásának gyakorisága (modusz) vizsgálható, vagy felállítható kontingenciatábla is. Azonban sem medián, sem átlag nem vizsgálható a nominális skálánál.

### Ordinális (sorrenden alapuló) skála
Ez a nominális skála rokonának tekinthető, de ebben az esetben az egyes kategóriák kvantitatív alapon sorba rendezhetők, meg tudjuk mondani, melyik a „jobb” vagy „több”. Azt azonban a számértékek nem tüntetik fel, hogy az objektumok közötti eltérés mértéke mekkora.
Az ordinális skálára példa, hogy sok betegséget, például a daganatokat vagy a szívelégtelenséget előrehaladottságuk szerint stádiumokra szokták osztani. A daganatok stádiumbeosztását általában egy 0 és IV közötti skálán végzik, és az előrehaladottság mértéke a stádiummal nő. További példa az ordinális skálára a katonai rendfokozatok skálája is, vagy az ásványok keménységét mérő Mohs-féle skála. A Mohs-féle skála azon szempont szerint rangsorolja az ásványokat, hogy melyik karcolja a másikat. A gyémánt áll a legmagasabb helyen, mert az összes ismert ásványt karcolja, míg őt magát semmilyen más ásvány nem karcolja. A skála azonban arról nem ad felvilágosítást, hogy a gyémánt mennyivel keményebb más ásványoknál. (Mérő László: A pszichológiai skálázás matematikai alapjai. Tankönyvkiadó, Budapest, 1992)
E skálatípus esetében medián vizsgálható, átlagról ellenben itt nincs értelme beszélni. Mediánról beszélhetünk akkor, ha például azt mondjuk, hogy a bazalt az a keménységi fok, aminél egy adott ásványminta fele puhább, másik fele pedig keményebb.

### Intervallumskála
A számértékek mind a nagyság szerinti viszonyokat megmutatják, mind az eltérés mértékét meghatározzák, a skálaértékek különbségét itt már értelmezni tudjuk.
Például hőmérsékletmérés (Celsius- vagy Fahrenheit skála)
Vannak olyan fizikai mennyiségek, amelyeket eleve csak intervallumskálán érdemes mérni, arányskálán nem. Például ilyenek a színek. A pszichológiai mennyiségek közül például az intelligencia tartozik ezek közé. Az intelligenciának jóformán lehetetlen egy abszolút nullapontját értelmezni, de az reális célkitűzés lehet, hogy intervallumskálán mérjük.
Az intervallumskála nullapontjának és egységpontjának a meghatározása is megállapodás kérdése. Itt már számolhatunk átlagot, mivel a nullapont eltolása nem változtatja meg az  átlag relatív helyét az átlagolt számok között. Azonkívül az intervallumskála értékei közötti különbségekre már alkalmazhatjuk az arányszámítást is, mivel a különbségek között már megjelenik az abszolút nullapont, vagyis az, ha egyáltalán nincsen különbség.

### Arányskála
Az arányskála az intervallumskála jellemzőivel rendelkezik, emellett tartalmaz egy abszolút nullapontot is. Például ilyen a Kelvin-skála. A darabszámmal vagy intenzitással rendelkező mennyiségek tipikus arányskálát képviselnek. Az arányskálára a számokra vonatkozó összes művelet alkalmazható. Az arányskálán a nullapont természetesen rögzítve van. Ugyanakkor a skála egysége itt is szabadon megválasztható: például mérhetjük méterben vagy yardban, ez a két távolság arányát nem befolyásolja.

### Hasonlósági skála
A hasonlósági skála olyan speciális skála, melynek nincs minimuma (nulla-pontja) és maximuma, hanem egy fajta középpontja (norma-pontja) van csak.

## Vita az osztályozási sémáról
Stevens osztályozását ugyan széles körben alkalmazzák, ugyanakkor távolról sem fogadják el egyöntetűen. (például Velleman & Wilkinson, 1993). Az osztályozás mértékeit illetően vita folyt és folytatódik ma is, különösen a nominális és az ordinális osztályozásra vonatkozóan. (Michell, 1986).
Duncan (1986) megállapította, hogy Stevens nominális mérést illető osztályozása ellentmond magának a mérésről alkotott stevensi definíciójának. Stevens (1975) azt mondta a mérés definíciója kapcsán, hogy “a besorolás bármilyen következetes szabályon alapulhat. Kizárólag a véletlenszerű mennyiségeken alapuló véletlenszerű beosztás nincs szabályként megengedve. Azonban az úgynevezett nominális mérés önkényes beosztást eredményez, és “megengedett átalakulás” *** Ezt a véleményt képviseli Lord (1953) szatirikus tanulmányában A futball számok statisztikus kezeléséről.
Azok között, akik a magatartás tudományban elfogadják a osztályozási sémát, szintén vita folyik arról, hogy a középérték értelmes lehet-e az ordinális skála számára. A méréselmélet terminusaival kifejezve, a középérték itt nem értelmes, mert a számtani műveleteket nem olyan számokra alkalmazzák, egységekben való méréseket fejeznek ki és így a számítási eredmények nem adnak ki egységekben kifejezhető számokat. Ennek ellenére sok magatartás kutató használja a középértéket az ordinális adatok számára. Ezt gyakran azzal indokolják, hogy az ordinális skála a magatartás tudományban valójában valahol az igazi ordinális skála és az intervallumskála között helyezkedik el: annak ellenére, hogy két ordinális pozíció közötti távolság különbség nem állandó, gyakran mégis azonos nagyságrendű. Például az oktatás területén a mérési minták azt mutatják, hogy a teljes pontszámok nagyjából egyenes arányban állnak egy kiértékelt területen mért mennyiségekkel. Így néhányan azzal érvelnek, hogy amennyiben az ordinális skála sorok közötti ismeretlen intervallum különbségek nem túl változékonyak, az intervallum skála statisztikája értelmesen használható eszközként az ordinális skála változói számára. L. L. Thurstone előrehaladt abban, hogy igazolja az intervallum szintű További haladást ért el Georg Rash, aki kifejlesztette az úgynevezett probabilista Rasch-modellt, amely elmélet bázist és igazolást nyújt az intervallum-szint mérések számára, A tudományok fejlődése gyakran abban is megmutatkozik, hogy egy bizonyos mennyiséget egyre magasabb típusú skálán tudtunk mérni, vagyis egyre magasabb típusú skálán értelmezhető eredményeket tudtunk empirikusan kezelhető tulajdonságokhoz kapcsolni.
Stevens 1951-ben megállapította, hogy ez sokféle fizikai tulajdonság esetében is igaz.
„Amikor az emberek még csak érzékelés révén ismerték a hőmérsékletet, amikor az egyik dolog csak ’melegebb’ vagy ’hidegebb’ volt, mint a másik, a hőmérséklet az ordinális skálák osztályához tartozott. Úgy lett belőle intervallumskála, hogy kifejlődött a hőméréstan, majd amikor a termodinamika felhasználta a gázok kiterjedési arányát a zérushoz való extrapolációhoz, arányskálává vált.” (Az utolsó mondat az abszolút, kelvinben mért hőmérsékletre vonatkozik.) (Mérő 1992 15. o.)